# Didier Ibrahim Ndong
Didier Ibrahim Ndong (* 17. června 1994) je gabonský fotbalový záložník a reprezentant. V současnosti působí v klubu Sunderland AFC.

## Klubová kariéra
Nejprve hrál v Gabonu za klub Cercle Mberi Sportif Libreville. V létě 2012 odešel do tuniského týmu CS Sfaxien.
V lednu 2015 podepsal 4,5roční smlouvu s francouzským klubem FC Lorient hrajícím nejvyšší soutěž Ligue 1.
Koncem srpna 2016 přestoupil z Lorientu do anglického klubu Sunderland AFC za rekordní částku 13,6 milionu liber (předchozí rekordní transfer Sunderlandu byl nákup Asamoaha Gyana v roce 2010 za 13 milionů liber).

## Reprezentační kariéra
Ndong nastupoval za gabonskou reprezentaci do 20 let.
V A-mužstvu gabonské reprezentace debutoval v roce 2012.

Zúčastnil se Afrického poháru národů 2015 v Rovníkové Guineji.